# Кралство на двете Сицилии
Кралството на двете Сицилии (на неаполитански: Regno dê Doje Sicilie; на италиански: Regno delle Due Sicilie) е абсолютна монархия, която управлява Южна Италия и Сицилия между 1816 и 1861 г., т.е. от Реставрацията на Бурбоните до Обединението на Италия.
Името „Две Сицилии“ произлиза от разделянето на средновековното Кралство Сицилия. До 1285 г. остров Сицилия и Южна Италия са съставни части на кралството. В резултат на Войната на Сицилианската вечерня (1282 – 1302) кралят на Сицилия губи остров Сицилия в полза на Арагонската корона, но остава владетел на полуостровната част на държавата. Въпреки че територията официално се нарича Кралство Неапол, той и наследниците му никога не се отказват от титлата „Крал на Сицилия“ и все още официално наричат държавата си „Кралство Сицилия“. През същото време арагонските владетели на остров Сицилия също наричат държавата си „Кралство Сицилия“. Оттук идва името и „Две Сицилии“.

## Произход на термина „Две Сицилии“
Джовани Антонио Сумонте – историк, живял между 16. и 17. век, във втория том на своята Historia della città e Regno di Napoli вмъква трактата „На остров Сицилия и неговите крале; и защо Кралство Неапол е наречено Сицилия“. В него произходът на разграничението между две „Сицилии“, разделени от Месинския фар, се свързва с папската була, която папа Климент IV връчва на Шарл I Анжуйски от  Кралство Неапол през 1265 г. Същата теза се поддържа и от Пиетро Джаноне в неговата „Гражданска история на Кралство Неапол“ (1723), в която са цитирани различни откъси от папската була, с която Климент IV дава инвеститурата на Шарл I Анжуйски «pro Regno Siciliae, ac Tota Terra, quae est citra Pharum, usque ad confiniam Terrarum, osim Civitate Beneventana...» („за Кралство Сицилия и цялата земя, която е от тази страна на Фара, до границата на земите, с изключение на град Беневенто“). В друг пасаж булата провъзгласява: «Clemens IV infeudavit Regnum Siciliae citra, et ultra Pharum» („Климент IV дава като феод Кралство Сицилия от тази и от другата страна на Фара“). Според Джаноне това е произходът на титлата rex utriusque Siciliae („крал на двете Сицилии“), която обаче Шарл Анжуйски никога не е използвал в официалните си актове, предпочитайки древните титли на нормандските и швабските суверени.

## История
Преди Френската революция от 1789 г. и последвалите Наполеонови кампании династията на Бурбоните управлява Южна Италия и Сицилия от 1735 г. насам, но те са разделени на две отделни области: Кралство Неапол и Кралство Сицилия. Година след Виенския конгрес и след Договора от Казаланца суверенът Фердинанд де Бурбон, който преди това е приел неаполитанската корона (отсам Месинския фар) като Фердинанд IV и сицилианската (отвъд Месинския фар) като Фердинанд III, събира отново двете кралства в една държавна единица чрез Основния закон на Кралството на двете Сицилии от 8 декември 1816 г., почти 400 г. след първото провъзгласяване на Кралство Utriusque Siciliae от Алфонсо V Арагонски. В ранните етапи от живота на кралството столицата е Палермо –  вековното седалище на Сицилианския парламент, но на следващата година (1817) тя е преместена в Неапол. Палермо продължава да се счита за столица на остров Сицилия.
На кралството е сложен край с Похода на хилядата, подписването на примирието и предаването на крал Франциск II на 17 февруари 1861 г., с провъзгласяването на Кралство Италия на 17 март същата година.

## Крале
- 1816 – 1825: Фердинанд I (с предишна титла Фердинанд IV Неаполитански и Фердинанд III Сицилиански)
- 1825 – 1830: Франциск I
- 1830 – 1859: Фердинанд II
- 1859 – 1861: Франциск II

## Административно деление
Кралството включва настоящите италиански региони Абруцо, Базиликата, Калабрия, Кампания, Молизе, Пулия и Сицилия, както и голяма част от днешния Южен Лацио (области Сора и Гаета) и източната част на днешна провинция Риети (област Читадукале). Архипелагът Пелагоза, днес част от Хърватия, също е принадлежал на кралството, административно включено в провинция Капитаната. Градовете Беневенто (днес в Кампания) и Понтекорво (днес в Лацио) пък са папски анклави. Границата между Кралството и Папската държава, определена веднъж завинаги през 1840 г. с двустранно споразумение, минава от устието на река Кането (на Тиренско море, между Фонди и Терачина) до Порто д'Асколи на устието на река Тронто (на Адриатическо море на границата между Абруцо и Марке). Линията е проследена чрез поставяне на серия от 686 гранични камъка (т. нар. „Термини“) между 1846 и 1847 г., които носят датата и ключовете на Свети Петър от едната страна и лилията на Бурбоните и прогресивното число от другата. Някои от мемориалните камъни все още са запазени на място, докато други са преместени или изгубени.
Основното разделение на кралството (въпреки че няма административен характер) е между континенталната му част, Кралските владения отсам Фара, и Сицилия, Кралските владения отвъд Фара, по отношение на Месинския фар. От административна гледна точка обаче през 1816 г. кралството е разделено на 22 провинции, от които 15 в Отсамна Сицилия (бивше Кралство Неапол) и 7 в Отвъдна Сицилия (бивше Кралство Сицилия), от своя страна разделени на области (на итал. distretto, административни единици от второ ниво) и райони (на итал. circondario, административни единици от трето ниво).
Кралските владения отсам Фара обхващат следните провинцииː
- I Провинция Неапол (столица: Неапол )
- II Тера ди Лаворо (столица: Казерта, до 1818 г. Капуа)
- III Принчипато Читра (столица: Салерно)
- IV Принчипато Ултра (столица: Авелино)
- V Базиликата (столица: Потенца)
- VI Капитаната (столица: Фоджа)
- VII Тера ди Бари (столица: Бари )
- VIII Тера д'Отранто (столица: Лече)
- IX  Калабрия Читериоре (столица: Козенца)
- X Калабрия Ултериоре Прима (столица: Реджо)
- XI Калабрия Ултериоре Секонда (столица: Катандзаро)
- XII Контадо Молизе (столица: Кампобасо)
- XIII Абруцо Читериоре (столица: Киети)
- XIV Абруцо Ултериоре Примо (столица: Терамо)
- XV Абруцо Ултериоре Секондо (столица: Акуила)

Кралските владения отвъд Фара обхващат следните провинцииː
- XVI Провинция Палермо (столица: Палермо)
- XVII Провинция Месина (столица: Месина)
- XVIII Провинция Катания (столица: Катания)
- XIX Провинция Джирдженти (столица: Агридженто)
- XX Провинция Ното (столица: Ното, до 1837 г. Сиракуза)
- XXI Провинция Трапани (столица: Трапани)
- XXII Провинция Калтанисета (столица: Калтанисета)

## Образование
Сред най-важните академии на Кралството на Двете Сицилии са Академия Понтаниана, Кралското общество на Бурбоните, Кралският неаполитански институт за насърчаване (научен институт), Медико-хирургическата академия, Кралската школа по ветеринарна медицина и селско стопанство и Кралският музикален колеж „Сан Пиетро а Маджела“. Университетът в Неапол също се откроява с научните си заслуги. От този период изпъкват Микеле Теноре – директор на Ботаническата градина в Неапол и един от бащите на съвременната ботаническа систематика, химикът Рафаеле Пирия – откривател на салициловата киселина и инженерът Луиджи Гура – автор на няколко архитектурни произведения, най-забележителните от които са мостовете „Реал Фердинандо“ в Минтурно и „Мария Кристина“ в Солопака.
Общественото образование е структурирано около начални училища, средни училища, кралски колежи, кралски гимназии и кралски университети, под надзора на Министерството на църковните въпроси и общественото образование. В Сицилия управлението му е поверено на генерален наместник от името на Министерството на вътрешните работи.
Началното образование, въпреки че се ръководи от щателни разпоредби, въведени през френското десетилетие (1806-1815), се предоставя неравномерно по цялата територия, особено в селските райони на кралството. Според статистиката от периода след Реставрацията на Бурбоните Базиликата е провинцията с най-нисък процент на образование в кралството, докато Неапол е този с най-голям брой държавни начални училища (около 2 на област). Положителният аспект се отнася до прилагането на меритократични критерии, т.е. такива по заслуги, в училищната система, където неадекватната културна подготовка и лошата професионална етика, които биха могли да компрометират функционирането на общественото образование, водят до уволнението на даден учител. От 1850 г.  започват да се забелязват леки подобрения: правителството на Бурбоните прилага реформи, които позволяват включването на нов персонал в много училища в кралството, които дотогава са били с недостатъчен. Кметовете (Decurioni) трябва да уреждат (заедно с провинциалните интенданти и епископите) съставянето на трио от учители за началните училища, които се опитват да бъдат поставени във всички общини на кралството във вече съществуващи структури (особено в разпуснатите манастири). Държавното начално образование е безплатно, подлежи на редовни проверки и се провежда по взаимоучителния метод (или метода на Джоузеф Ланкастър), но въпреки подобренията през последните години то все още е запазено само за момчета и не е задължително. Безплатното начално образование за жените обаче се управлява до голяма степен и с малка ефективност от епархиите. Децата, принадлежащи към по-богатите социални класи, обикновено се обучават в частни институции, присъстващи в големи количества в основните градски райони. Заслужават внимание и двата обществени института за глухонеми, основани от Бенедето Коцолино (Неапол) и Иняцио Дикситдоминус (Палермо) и един за незрящи в Неапол – първият по рода си в Италия.
Средното образование е поставено на по-солидна основа. Гимназиите, разделени на „Кралски колежи“ и „Средни училища“, се намират в столиците на провинциите и в главните градове. През 1860 г. има най-малко един кралски колеж за всяка столица на провинция и 58 средни училища, като последните са гимназии, които, за разлика от кралските колежи, предоставят и техническо и професионално обучение. И по отношение на средното образование има колежи (предимно религиозни) и частни технически институти, главно в Сицилия.
Университетът на столицата, главният в кралството, се намира в Неапол. „Кралските лицеи“ също зависят от университета и са разположени в Акуила, Киети, Бари, Салерно, Козенца и Катандзаро, упълномощени да издават квалификации за практикуване на свободни професии (главно медицински и юридически). Има три сицилиански университета: в Палермо, Катания и Месина. В Сицилия има и три кралски гимназии.
Що се касае до общественото образование в Кралството на двете Сицилии след Реставрацията на Бурбоните, на 10 януари 1843 г. тогавашният крал Фердинанд II постановява пълния отказ на Държавата от всякаква намеса и контрол върху училището, което е напълно поверено на властта на епископите. Епископите получават властта да назначават, отстраняват и преместват общински учители и да определят продължителността и времето на преподаване. След този указ почти нищо не остава от организацията на Жоашен Мюра.
След бунтовете срещу Бурбоните в провинциите на кралството на 29 януари 1848 г. Фердинанд II издава конституцията (обнародвана на 10 февруари). Краткият период, през който кралството е под ръководството на конституционното правителство (февруари-май 1848 г.), отново разпалва надежди за реорганизиране на Държавата и училищата в либерален смисъл и следователно за връщане към система на обществено образование. Всъщност на 6 март е създадено Министерството на просвещението. С постановление от 29 март се създава комисия, натоварена да представи законопроект за реорганизация на основното образование. Указ от 19 април 1848 г. отменя закона, който поставя основното образование под отговорността на епископите; друг указ от 27 април отново увеличава средствата на Министерството на образованието. С падането на конституционното правителство и връщането към абсолютизма обаче училището на Кралството на двете Сицилии също се връща към управлението с критериите на стария режим и под църковния монопол.
След поражението на революцията от 1848 г. Кралството на Двете Сицилии на практика вече не е в състояние да подхранва или да осъществява надеждата за обновление, освен чрез тежък църковен филтър. През 1859 г. има само 2010 начални училища с 39 881 ученици, 27 547 ученички и 3171 учители при население от над 9 млн. жители. По време на Обединението на Италия (1861), ако средното ниво на неграмотността в Кралство Италия е 78% (72% сред мъжкото население, 84% сред женското население), на юг този процент нараства до 90%. Леополдо Франкети, в известното си изследване от 1875 г. върху икономическите и административните условия на неаполитанските провинции пише: „С изключение на няколко града открихме хора, затворени в дива страна, затворени в нейните мръсни села и околните полета, без пътища да се измъкне от него, невеж и трудолюбив, ръководен от свещеници, малко по-цивилизовани от него, и от господари, някои от които бяха невежи като него, но по-покварени; добрите хора в затвора или под наблюдение или прогонени, всички отделени от останалата част на Италия и Европа чрез система от търговски забрани, паспорти и изключване на книги.“

## Въоръжени сили и обществена сигурност
Въоръжените сили на Кралството на Двете Сицилии са разделени на Кралската армия и Морската армия на Негово Величество, координирани от Военното министерство и Флота. Кралската армия (военен клон на министерството) през 1860 г. има около 70 000 професионални войници и войници с дълга служба, 20 000 наборници и около 40 000 резервисти (последните 5 класа наборници, готови за отзоваване), под прякото командване на суверена, който притежава чин на генерал-капитан. Морската армия (клон на военноморските сили на министерството) разчита на приблизително 6500 професионални моряци, 2000 моряци на наборна служба, повече от 90 ветроходни кораба и 30 парахода под командването на Лудвиг Бурбон-Двете Сицилии.
Военните разходи през 50-те години на 19. век възлизат средно на почти 13 милиона дуката годишно – повече от 1/3 от общите годишни публични инвестиции. Този дял е симптом не само на голямото внимание към въоръжените сили, проявено от последните правителства на Бурбоните, но и на значението на военните в икономиката на кралството. Освен множеството държавни военни фабрики е необходимо и адекватно снабдяване на армията с материали и оборудване.
По отношение на проблема с разбойничеството Кралството на Двете Сицилии приема специални закони като Указа на крал Фердинанд I от 30 август 1821 г. и Указа на крал Франциск II от 24 октомври 1859 г. Пътуването по пътищата на кралството често остава опасно, както историкът Рафаеле де Чезаре описва в книгата си „Краят на едно кралство“, а жандармерията често сътрудничи с престъпниците, които ограбват пътниците. Франческо Саверио Нити в книгата си „Герои и разбойници“ (издание от 1899 г.) обяснява как разбойничеството е ендемично явление в Южна Италия преди Обединението, което е съществувало винаги.

## Валута и финанси
Законът от 20 април 1818 г. определя за парична единица на кралството дуката на двете Сицилии от сребро с тегло 22,943 грама. Един дукат отговаря на 100 грани, една грана – на 2 торнези. Започвайки от 1816 г., в Двете Сицилии се секат медни монети (торнези), сребърни монети (грана и производни: карлино е на стойност 10 грани, тарѝ – 20, половин пиастър – 60 и пиастър – 120 грани) и златни монети от 3, 6, 15 и 30 дуката.
Кралството има принципно еднометален паричен режим, базиран на среброто, съставен не само от монети от този метал (т.е. по-голямата част от монетите в обращение), но също и от вид депозит на Банката на Двете Сицилии, наречена fede di credito („кредитна бележка“), считан и за първокласна валута в чужбина. Фраческо Саверио Нити твърди, че към момента на въвеждането на лирата в Кралството на Двете Сицилии са изтеглени 443,3 милиона монети от различни тиражи, от които 424 млн. са сребърни, което се равнява на 65,7% от всички монети в обращение на полуострова. Това огромно количество сребърни монети е изсечено от монетния двор на Неапол главно след нарастването на износа на Двете Сицилии, настъпило през 1850 г., тъй като по изричната воля на правителствата на Бурбоните във всички търговски операции трябва да циркулират монети от благороден метал, както се изисква от Доктрината на меркантилизма. Джустино Фортунато (19-20 век) твърди, че изобилието от сребърни монети е само косвен ефект от откриването на нови златни находища в Калифорния и Австралия. Това събитие води до увеличаване на производството на злато; този метал, до голяма степен излят във Франция, означава, че там среброто се превръща в спомагателна валута, използвана за внос от чужбина (особено от Двете Сицилии). Тази теза обаче е оспорена от други икономисти, включително Карло Роданò ̈(20 век); той, много критичен към интерпретациите на Фортунато относно изобилието от монети от благороден метал, обяснява, че през втората половина на 19 век правителството на Двете Сицилии разрешава износа на зърнени храни и други хранителни продукти, дотогава забранено, и намалява митото върху зехтина. Последствието е увеличаване на износа и едновременно увеличаване на навлизането на среброто на територията на кралството: сеченето на сребърни монети преминава от 1,8 млн. дуката през 1852 г. на 13,6 млн. през 1856 г. И Нити, и Фортунато се съгласни, че финансовото управление на държавата на Бурбоните се характеризира с изключително малки и разумни обществени разходи, особено на инфраструктурно ниво. Фортунато обаче е на друго мнениеː той приписва причините за проблемите на Южна Италия на вековете история преди обединението на Италия. Ученият уточнява, че през 1860 г. икономическото положение на Кралството на двете Сицилии не е било по-добро от това на другите държави преди обединението, нито пък непрекъснато намаляващите данъци. Той критикува митническата система, определяйки я като „средновековна“, както и огромните военни разходи на Бурбоните, докато на кралството липсват училища, пътища, морски пристанища и модерна транспортна система.

Икономическата пропаст е очевидна още тогава, предвид статистическите данни, отнасящи се до италианските командитни дружества по време на Обединението на Италия, въз основа на данните, свързани с търговските и индустриални компании, взети от Италианския статистически годишник от 1864 г. Има 377 командитни дружества, от които 325 в Централна и Северна Италия, изключвайки от изчислението съществуващите в Лацио, Венето, Трентино, Фриули и Венеция Джулия. Въпреки това акционерният капитал на тези компании възлиза на общо 1 млрд. и 353 млн., от които 1 млрд. и 127 млн. в компаниите от Централна и Северна Италия (отново без същите области) и само 225 млн. в Южна. За сравнение, общият паричен резерв на Държавата на Бурбоните е равен на 443 200 млн. лири; практически 1/3 от капитала на централно-северните командитни дружества, с изключение на няколко територии, които все още не са анексирани. Само командитните дружества на Кралство Сардиния имат общ капитал, който е почти двойно по-голям от този на Държавата на Бурбоните: 755,776 млн. срещу 443,200 млн. ликвидни средства.
Кредитните институции на кралството са представлявани до 1808 г. от 8-те обществени банки, работещи в Неапол от 16 век (Банка на Свети Яков, Народна банка, Банка на св. Салватор, Банка на св. Елигий, Банка на Светия Дух, Банка на Благовещението, Банка на бедните и Банка на милосърдието), и от житните планини и заложните къщи в провинциите. Банковите депозити традиционно се удостоверяват с „кредитни бележки“, които във всички отношения представляват представителна гаранция за депозита, свободно прехвърляема и одобрена като заместител на парите: в икономика, която не предвижда използването на хартиени пари, за извършване на плащане е необходимо доставката (или изпращането) на метални пари, което често е много трудна операция. Кредитната бележка, по-лесна от парите за обработка и изпращане и снабден с несъмнени гаранции за сигурност, предоставени от издаващите банки, скоро става валиден заместител на парите в брой.
През 1806 г. Неаполитанските банки участват в иновативната политика, която Жозеф Бонапарт налага на Кралство Неапол, опитвайки се да ги моделира по френската система. Банката на Свети Яков е трансформирана в „Дворцова банка“, обслужваща държавата, а всички останали банки са събрани в една единствена банка – Частна банка, обслужваща гражданите. През 1808 г. Жоашен Мюра, след като става крал на Неапол, иска да обедини предишните банки, за да създаде нова институция по модела на Банката на Франция: Банка на Двете Сицилии. Основното нововъведение е да се създаде акционерен капитал, призовавайки публичните органи и класата на собствениците и спестителите да участват в съдбата на институцията.
Реставрацията на Бурбоните през 1815 г. не засяга мерките през френското десетилетие (1806-1812). Банката на Двете Сицилии се състои от две отделни секции: Дворцовата каса, за обслужване на общата хазна на кралството (под Министерството на финансите), и Касата на частните лица. През 1816 г. е създадена и Касата на намалението в полза на търговията и индустрията. За да отговорят на нуждите на клиентите и потребителите на кредитни бележки в кралството (особено в Пулия и Сицилия), през годините са открити някои клонове: в Неапол през 1824 г. е открита Втората дворцова банка, през 1844 г. е открита Дворцовата каса в Палермо и през 1846 г. една в Месина. Едва през 1858 г., след много настояване от страна на местните клиенти, е открита Дворцовата банка в Бари, към която незабавно е присъединен отдел на Банката на намалението. През последните години от живота на кралството, сред основните клиенти на банката, освен благородници и обществени организации, са индустриалците и множество търговски компании, основани от 1830 г. Тази много централизирана структура на банката, ако от една страна ограничава финансовата дейност на провинциите, от друга позволява по-голям контрол върху печалбите и сериозно ограничаване на загубите. Поради тази причина активите на Банката на Двете Сицилии нарастват постоянно през тези години. Тази икономическа политика е благоприятствана и от строгостта на законодателството на Бурбоните по финансовите въпроси.
Управителя на Банката на Двете Сицилии е и директор на монетния двор или Администрацията на монетите, базиран в църквата ,Св. Августин“. Монетният двор притежава монетни работилници, химически рафинерии за злато, гравиращи кабинети и машини за обработка на сребърна тел и стомана. Задачата на монетния двор е също така да определя стойността на чуждите монети.
Най-важните икономически движения на кралството са концентрирани на фондовата борса в Неапол, разположена в Палат „Сан Джакомо“. Сред най-важните ценности са рентата, зърнените храни и маслата. Министерството на финансите одобрява всяка година борсов календар, който позволява на агентите да разделят дейността си на смени. Има и „консултативни търговски камари“, чиито интенданти на провинциите са президенти, които събират търговци, участващи в планирането на стратегиите, които да бъдат приети на фондовата борса. В рентата преговарят банкери като Наполитанските Ротшилд (с техния единствен италиански клон), Форке, Мьорикофр и Сорвило, Гундершайн и др.
Фондовата борса в Неапол е една от най-активните в Европа в селскостопанския сектор по онова време, характеризираща се с игри на вдигане или сваляне върху напъпващите култури, управлявани месец по месец от специални брокери. Маслата и зърнените храни имат видно място в операциите на фондовия пазар: пшеницата от Двете Сицилии (въпреки че страда от силна конкуренция от руската и полската пшеница) е една от най-ценените по това време, а маслата от Пулия и Калабрия са широко продавани в чужбина за храна и промишлени употреби (тъй като минералните масла все още не са използвани по това време). Специализираните търговски къщи, работещи на фондовата борса, имат складове в крайбрежните градове (по-специално в Манфредония, Барлета, Галиполи, Джоя Тауро и Кротоне). Складовете са предоставяни на местните земевладелци, които съхраняват продуктите си там, получавайки адекватна компенсация, определена от фиксираните ценоразписите на борсата. След това търговците изпращат събраните в складовете продукти по море, за да достигнат до съответните им потребителски пазари (главно Русия, Англия, Белгия и Франция). 
Търговските къщи обикновено имат седалище в Неапол и клонове в различните провинции и в чужбина. Най-важните къщи също се наричат „площадни подписи“ (на итал. firme di piazza) и сред тях изпълват тези на Рока, Кардинале, Пирия, Перфети, Павончели, Де Мартино и Мина и Арлота. По-специално последната е главният герой на значителна операция на фондовия пазар през 1856 г., която води до изключването на Ротшилд от петролния пазар в кралството.
Всички тези предприятия се разрастват значително през 50-те години на миналия век, също благодарение на лекотата на данъците. По-големите печалби позволяват на селскостопанските предприемачи да подобрят качеството на продукцията и да издържат на чуждестранната конкуренция (главно тази на руската зърнена продукция). През 50-те години има и известно промишлено съживяване, често прилагано в селското стопанство, благоприятствано от техническите иновации, регистрирани от Кралския институт за насърчаване и от конкурсите за награди, обявени от Икономическите дружества на провинциите (които след обединението на Италия (1861) стават Търговски камари). Забележителна работа на Икономическите дружества е творбата от 1856 г. на Гулиелмо Лудолф за експлоатацията на Суецкия канал, който тогава е в процес на изграждане. С откриването му се очаква силно развитие на икономиката на Двете Сицилии, тъй като това е по същество по-скоро произвеждаща отколкото консумираща нация, с огромни търговски хоризонти, отворени към останалия свят.

## Селско стопанство и риболов
В кралството на Бурбоните, както и в другите държави преди обединението на Италия, селското стопанство е преобладаващият сектор. Климатичните условия на Двете Сицилии благоприятстват производството на пшеница, ечемик, овес, картофи, бобови култури и зехтин. Също така е важно отглеждането на цитрусови плодове и много други растения, подходящи за средиземноморския климат, като маслиново дърво, лоза, смокиново дърво, черешово дърво, кестеново дърво, лешниково дърво, орехово дърво и бадемово дърво. Областите, силно експлоатирани за отглеждане на овощни дървета, са например провинцията около Везувий. Развъждат се предимно овце (вълна), коне и свине.
Риболовът е традиционно широко разпространена дейност по всички брегове на кралството. Той придобива промишлен характер преди всичко благодарение на работата на Винченцо Флорио, който в Сицилия е много активен и в тази област (в допълнение към сферите на химическата, стоманената, текстилната и морската транспортна промишленост), изграждайки капани за риба тон и фабрики за обработка и съхранение на улова.
Селското стопанство на двете Сицилии има своите силни точки в равнините на Кампания и Пулия. В плодородните равнини на Кампания културите често се отглеждат на интензивна основа (по-специално зеленчуци, овощни дървета, тютюн и други промишлени продукти като коноп, лен и черница). Равнините и скалистите хълмове на Пулия обаче са с почви, подходящи за производството на качествен зехтин и зърни култури, в някои случаи произведени с новаторски технически решения (в това отношение се открояват големите земевладелци сем. Павончели от Чериньола), които са продадени на борсата в Неапол на всички основни европейски пазари). Вината, особено тези, произведени в Сицилия (с важното вино Марсала), подхранват процъфтяваща търговия с Обединеното кралство и САЩ.
За разширяване на селскостопанската площ са предприети работи по възстановяване на земята: сред най-важните са рекултивациите на Вало ди Диано, низината Таволиере деле Пулие и равнината на Фучино, в района на областта Абруцо Ултериоре Секондо, последното като решение на инж. Карло Афан де Ривера. Подобни мерки са предприети за борба с проблемите, свързани с хидрогеоложката нестабилност, като изграждането на изкуствени канали, като този на Alveo comune nocerino, тръгващ от Ночера Инфериоре, и коригирането на долното течение на река Сарно. Селскостопанските колонии, създадени по кралска воля, също са важни: най-прочутата – Кралското имение „Кардитело“ в областта Тера ди Лаворо служи и като експериментален център за иновативни култури и производство. Друг пример за селскостопанска колония е тази в Батипаля, където през 1858 г. правителството на Бурбоните построява град, оборудван с всички необходими услуги за настаняване на жертвите на земетресението в Мелфи, което им позволява да обработват новите рекултивирани земи на низината Пиана ди Селе.
Особено в Кампания и Пулия реформите от френското десетилетие (1805-1816) и последвалата рационализация на публичната администрация пораждат буржоазната аграрна класа, предназначена да замени повечето от старите благороднически земевладелци. Част от тази буржоазна класа (не само аграрна, но и индустриална), която се формира през първата половина на 19 век, се превръща в крайъгълен камък на новите либерални движения: южната буржоазия, подсилена от постигнатите икономически позиции, изисква реформи и позиции на властта в управлението на кралството. Желанията на буржоазията обаче трябва да се сблъскат с твърдата абсолютистка политика на крал Фердинанд II. По този начин средната класа, родена благодарение на икономическата политика на Бурбоните, се превръща след неуспешните реформи от 1848 г. в социалната класа, която е най-враждебна към династията, превръщайки се в гръбнака на конституционните движения и движенията за обединение – главните герои на разпадането на кралството през 1860 г.
Премахването на феодализма е кулминацията на процес, вече започнал по времето на Фердинанд I, който, притиснат от интелектуалците на кралството, е първият, който започва да възприема политика, насочена към справяне със латифундията – основната пречка пред земеделието прогрес на селския юг. През 1792 г. суверенът изготвя закон за реформа на държавната собственост (De Administratione Universitatum), който предвижда намаляване на латифундията чрез създаване на класа от дребни и средни земевладелци, което ще превърне наемните фермери в дребни преки фермери. Мярката обаче не е оценена нито от бароните, които биха загубили голяма част от притежанията си, нито от провинциалната буржоазия, която не може да търпи да бъде изпреварена от селяните при подялбата на големите имоти. С изгнанието на Фердинанд I и раждането на Неаполитанската република (1799), практиката от 1792 г. е приложена от якобинското правителство, за да спечели благоразположението на селяните от вътрешните региони. Въпреки това след падането на Неаполитанската република и санфедисткото повторно завладяване на кралството средната класа и аристокрацията се връщат във владение на земите, поверени на народа през 1799 г.
С първата Реставрация на Бурбоните въпросът за държавната собственост отново се регулира от практиката от 1792 г., която след това става основа на Наполеоновата реформа за подривните закони за феодализма. Подривните закони за феодализма обаче, според Томазо Педио, въпреки голямото значение, което имат за постигането на модерната повратна точка в управлението на държавата и в консолидирането на буржоазната собственост, в много случаи правят несигурни икономическите условия на селяните в селските райони на кралството (и без това мизерни условия, ако се вземе предвид, че единствените имоти на тези фермери обикновено са семейните къщи и малките парцели земя). В мярката, приета от правителството на Жозеф Бонапарт за изкореняване на феодализма, дяловете земя, предоставени на работниците, не отчитат състава на семейната единица, принуждавайки много от тях да задлъжнеят при богатите земевладелци, за да купуват повече земя.
С втората реставрация на Бурбоните правителството на Бурбоните приема законодателството, което влиза в сила през десетилетието на Наполеон и така повечето от проблемите, свързани с покупко-продажбата на земя в селските провинции, въпреки премахването на феода, остават нерешени, така че водят до бунт след събитията от 1848 г. Проблемът със собствеността се влошава още повече след обединението на Италия (1861), тъй като новото правителство на Савоя не само отказва да разреши проблемите, свързани с разделянето на старите големи владения, но също така предоставя на земеделската буржоазия в Южна Италияг в замяна на политическата си подкрепа, да заемат старите имоти и държавни земи, върху които се е основавал поминъкът на по-бедната селска класа.
В по-малко плодородните и по-периферни райони на кралството (като във вътрешността на Сицилия и във вътрешността на полуострова) изолацията допринася за запазването на някои сериозни наследства от феодализма (премахнат през 1806 г. в континенталните владения и през 1813 г. в Сицилия), което се отразява негативно на икономическите условия на местните земеделски работници. Тези неудобства, причинени предимно от трудността при разделянето на земята на старите провинциални благороднически земевладелци, все още обвързани с поземлена рента, обаче са компенсирани от гъвкава селска икономика, която като цяло прави и икономическото положение на най-бедните фермери поносимо. След Обединението на Италия, със значителното увеличение на данъците и не особено внимателното регулиране на митническите тарифи, това икономическо статукво в южния хинтерланд изчезва. Правителството на Савоя демонстрира няколко пъти (започвайки с потушаването на бунта на Бронте през август 1860 г.), че не го е грижа особено за съдбата на работниците, като в годините след обединението на Италия предприема мерки, които допринасят за още по-лошото им положение,  несигурно съществуване и подхранване на много силно несъгласие с новата унитарна държава. Несъгласие, което, често съчетано с политически мотиви, поражда първо т. нар. „разбойничество“ (на итал. brigantaggio), а след това и голямата емиграция. С течение на времето Италианската държава със Савойската монархия е оценена и в Южна Италия до такава степен че референдумът за монархия-република от 1946 г. вижда, че Югът гласува с много голямо мнозинство в полза на запазването на Савойската монархия, докато Северът гласува за републиканската институция.

## Индустрия и предприемачество
Индустриалният сектор, макар и по-малко важен от селското стопанство, е развиваща се област и е подкрепян от правителството на Бурбоните чрез протекционистични политики и чрез насърчаване на притока на чужд капитал в кралството. След първите проблясъци на индустриално развитие, настъпили през френското десетилетие (1806-1815 г.), династията на Бурбоните, с втората си реставрация, започва политика, насочена към икономическата независимост на кралството. Следователно е въведена индустриална политика, която въпреки своите ограничения (не успява да задоволи напълно нуждите на кралството), води до възникването на първите модерни фабрики на полуострова и  до забележителни промени в социалната тъкан на Юга.
В индустриалната област Неапол е най-значимият град в кралството и още през 30-те години на 19 век е решено индустриалната му експанзия да се насочи към източните предградия и покрай брега на Везувий. Сред най-важните дейности на неаполитанската градска зона са обработката на кожа (основно за производството на ръкавици и обувки), производството на съдове, мебелни фабрики, фабрики за строителни материали и кристали (известна е тази в Позилипо), за музикални инструменти, дестилерии. Хартиената и текстилната промишленост имат значителна консистенция, както на занаятчийско, така и на индустриално ниво. Напредъкът в областта на текстила се наблюдава и от Статистическото общество на Лондон в началото на 1840 г.: консулът на британската кралица Галуей пише през октомври 1841 г. доклад за ефективността на текстилните фабрики на неаполитанското тиренско крайбрежие. Стоманодобивът и металообработването представляват най-значимият промишлен отрасъл, с фабрики, разположени между района на Меркато и Пиетрарса. Значителни са металообработващата фабрика в Пиетрарса, Кралската леярна в Кастелнуово, Кралската оръжейна фабрика в Неапол, корабостроителниците в Неапол и работилниците на Гранили, които са част от голямата неаполитанска държавна индустрия. Кралският механичен завод и политехника на Пиетрарса със своите 34 000 m² е най-голямото промишлено предприятие на целия Италиански полуостров. То е оборудвано с машини, годни за всякакъв вид металургична и металообработваща дейност, и произвежда металорежещи машини, котли, двигатели, релси, оръдия, железопътни вагони, материал за кораби, локомотиви и парни двигатели с различни приложения.  В комплекса се помещава и училище за железопътни и морски инженери, благодарение на което кралството успява да замени английските работници, използвани преди това, в рамките на няколко години. Първите морски двигатели в Италия са построени в Пиетрарса за колесните кораби „Тасо“ и „Фиерамоска“. Комплексът на Пиетрарса е ограден от фабриката „Гранили“ – завод, проектиран от Фердинандо Фуга, предназначен за производство на морски котли и локомотиви, както и леярна. Сред най-важните и модерни частни металообработващи индустрии са работилниците Гупи и фабриките „Дзино и Хенри“ в неаполитанската област. Недалеч от Неапол се намира корабостроителницата на Кастеламаре ди Стабия, в която работят около 1800 работници.
Поради една чисто централизирана система Неапол е седалище на по-голяма индустриална агрегация: в първите години на този процес на индустриализация това води до масови движения на работници, които, идвайки от другите провинции на кралството, се стремят към по-добри условия на живот. Заетостта обаче не винаги е гарантирана за всички.  Въпреки това с еволюцията на обществото, предизвикана от индустриалния растеж, явлението на вътрешната миграция все повече намалява, докато почти напълно не изчезва през последните десетилетия от живота на кралството. Извън големите икономически центрове като Неапол, Палермо и Бари, в други провинции на кралството постепенно възникват някои индустриални реалности.
В областта на Калабрия Ултериоре се намира леярната „Фердинандеа“ и центърът за желязо и стомана „Монджана“, където желязото, извлечено от многобройните мини в района, се обработва и преобразува (така избягвайки вноса от чужбина). Там се намира и Оръжейната фабрика „Монджана“, която произвежда суровини и готови материали за употреба във въоръжените сили на кралството. Основните производители на оръжия обаче се намират в Неапол и в Торе Анунциата (домът на Reale Fabbrica e Montatura d'Armi), където калабрийската стомана се обработва и трансформира в огнестрелни оръжия и хладни оръжия. 
В Сицилия не се появява индустрия, както се случва в неаполитанската област. Едва през 1832 г. с Винченцо Флорио се развиват индустриални инициативи в сектора на стоманата, морския транспорт, опазването на рибата и виното. В районите на Ена, Калтанисета и Агридженто минната индустрия, базирана на добива на сицилианска сяра, по това време основна за производството на барут (което в кралството се извършва в модерната фабрика за барут в Скафати) и сярна киселина, присъства от векове, което задоволява 4/5 от световното търсене и на халит. Това активира традиционното производство и търговия с морска сол, а в селското стопанство – с цитрусови плодове и пшеница. Английският търговец Джон Удхаус пък започва да продава вино „Марсала“.
Швейцарската общност в Кралството на Двете Сицилии е сред най-видимите чуждестранни общности, присъстващи на територията на кралството. Първите миграционни потоци датират от втората половина на 18 век, когато швейцарски наемнически войници се преместват в Двете Сицилии, за да бъдат наети от Бурбоните.
По същото време обаче друг вид мигранти идва на Италианския полуостров. Това са швейцарски семейства, които заемат цели икономически сектори на кралството, както като предприемачи, така и като работници. Това, което привлича по-голямата част от инвеститорите и работната сила, са вторичният сектор и третичният сектор: по-специално текстилната промишленост, но също така и хотелиерската индустрия, банковото дело и търговията.

[…] Южна Италия представляваше истински рай за много швейцарци, които емигрираха там, водени преди всичко от икономически причини, както и от красотата на местата и качеството на живот. Място на основната атракция: Неапол, към който на вълни емигрират много швейцарци, особено немско-швейцарски граждани от всякакъв социален произход, с различни лични цели. Към средата на 19 век, в столицата на Кралството на двете Сицилии, швейцарската общност е сред най-многобройните чуждестранни общности.
—Клод Дювоазен, швейцарски консул в Неапол, 10 юли 2006 г.
Швейцарската общност в Двете Сицилии се състои не само от предприемачи и работници, но и от група културни хора, съставена от интелектуалци, художници и писатели, които превръщат Неапол в източник на вдъхновение за някои от своите творби.
Голяма швейцарска общност все още живее в Неапол днес – потомци, отчасти, на емигрантите от 19 век.
В района на Салерно и в долината на пеща Сарно има нещо като текстилен център, управляван главно от предприемачи, които са част от голямата швейцарска общност от Кампания (Фон Вилер, Майер и Зотинген, Зублин & Co., Шлепфер, Венер & Co., Ешер & Co.). Тези текстилни индустрии, оборудвани с механизирани фабрики, имат по-голям потенциал по това време от тези в района на пиемонтския град Биела (който по-късно става основният италиански текстилен център).
В тази област, заедно с текстилния сектор, също възникват голям брой свързани индустрии, в някои случаи които са оцелели до наши дни. Най-старото ядро на швейцарската общност в Кампания може да бъде проследено до раждането на фабриките „Ег“ в Пиедимонте д'Алифе. Миграцията на швейцарските тъкачи в Кампания е причинена от недостига на суровини, от който швейцарският текстилен сектор страда по време на наполеоновата „континентална блокада“, която възпрепятства износа на прежди от Англия (фундаментален за зараждащата се швейцарска текстилна индустрия). Сред първите швейцарци, започнали производство на текстил в Неаполитанското кралство, са Мьорикофр (Meuricoffre) – бъдещи банкери и Йохан Якоб Ег (18-19 век). През 1812 г. Ег получава стар манастир в Пиедимонте от правителството, който той бързо трансформира в модерна фабрика с 1300 работници. Много от сънародниците му, насърчени от неговия успех, решават да се установят в Кралството на двете Сицилии, където производството на памук (в района на Везувий) и вълна (в Абруцо) е изобилно и с добро качество. Текстилни фабрики, управлявани от местни предприемачи, има и в други провинции на кралството, като текстилните фабрики Сава, Дзино, Мана и Полсинели в областта Тера ди Лаворо: по-специално в долините на Лири има над 15 фабрики за вълна, които задоволяват повечето от нуждите на южния пазар. Значителната хартиена индустрия също е концентрирана в долините на Лири и Фибрено, които обаче работят и в други долинни центрове на кралството. Значими фабрики са разположени в Сан Леучо (Казерта), където се извършва и все още се извършва производството на фина коприна.
Хранително-вкусовата промишленост е свързана по-специално с производството на зехтин, вино и твърда пшеница, а фабриките за паста са широко разпространени на цялата територия на кралството (по-специално в провинция на Неапол между Торе Анунциата и Граняно) с износ на обработена паста, която засяга както различни европейски държави, така и САЩ.
С течение на времето има развитие на индустриалните структури, които вече съществуват в Кампания, Калабрия и Сицилия, и разпространение на скромни фабрики и малки или средни фабрики и в други континентални области на кралството, по-специално в Абруцо, Пулия и в много малка степен в Молизе и Базиликата.
В Тера ди Бари и другите провинции на Пулия през първата половина на 19 век има процес на индустриализация, включваща множество градски центрове. Сред най-важните компании в текстилния сектор са вълнените фабрики „Никман“ (1848) и предачните фабрики „Марщалер“, които, в допълнение към производството на тъкани, отговарят и за износа на зехтин, вина и бадеми за Германия. В металургичния сектор са фабриките „Линдеман“ (основани от Гулиелмо Линдеман в Салерно през 1836 г.), разположени в Бари от 1850 г., които в допълнение към металургичното производство (преработка на сяра, газометри, селскостопански машини, кофраж за големи сгради, котли и корабни двигатели), имат ролята на агрохимическа фабрика в процесите на извличане на зехтин и в производството на сапуни. И накрая, през тази епоха в градовете на Пулия, чрез местна инициатива, възникват малки индустрии, свързани преди всичко със селскостопанското производство: строят са мелници, произвеждат се машини за обработка на прежди, за производство на зехтин, вино и сапун.
След 1824 г. много малки производствени фабрики се трансформират в истински промишлени комплекси, което прави някои райони на Кралството на Двете Сицилии в челните редици в началната фаза на индустриализацията на Италианския полуостров.
През 50-те години на 19 век заплатите на работниците в частния сектор възлизат средно на дневна надница от 40/50 грани (само за сравнение – в публичния сектор батальонният адютант, който е най-високият подофицер в кралската армия, получава дневна заплата от 54 грани, което между другото съответства на над 20% повече от заплатата на неговия колега в пиемонтската армия). Ръководителите на работниците пък получават среднодневна надница от 75/85 грани. Въпреки че тези заплати са в съответствие с тези в останалата част на Италия, разходите за живот в Двете Сицилии са особено ниски. Всъщност тази структура на заплатите е част от една доста стабилна ценова система, особено за най-масовите продукти: килограм хляб струва 6 грани, 1 кг паста - 8 грани, 1 кг говеждо месо - 16 грани, 0,75 литра вино 2 грани.
Томазо Педио (20 век) напомня, че все още не е имало правила за защита на условията на труд: работникът няма право да протестира, за да получи по-добри условия на труд, и стачката може да бъде наказана от законодателството на Бурбоните като „незаконен акт, който има за цел да наруши обществения ред“: това допринася за създаването на известно брожение сред работническата класа на кралството през годините след 1848 г., чието недоволство след това се проявява с голяма сила в годините след обединението след появата на нови проблеми. Около 1848 г. се зараждат някои социалистически ядра сред неаполитанските и салернитанските работници и сред неаполитанските интелектуалци (чийто най-известен представител е Карло Пизакане).
Според някои историци Предприемачеството в южните провинции е слабо развито в сравнение с останалата част на Италия, с изключение на някои забележителни изключения като сицилиаското семейство Флорио. Това се дължи на структурните недостатъци на икономиката на Юга, подчертани главно в недостига на суровини като изкопаеми въглища и желязо, липсата на капитал (основно инвестиран в приходи от земя и държавни облигации), липсата на техническо образование на работниците, което премества производствената дейност главно в занаятчийския и домакинския сектор (при първото преброяване на 1861 г., от 1 179 499 единици, регистрирани като „занаятчийско население“ в неаполитанските провинции, 764 350 са жени, от които на свой ред 118 626 са под 15-годишна възраст ) и недостига на вътрешния пазар на самото кралство. Въпреки това данните, докладвани от проучване от 2010 г. на Централната банка на Италия, потвърждават някои от ревизионистките хипотези: те показват как през 1871 г. индексът на индустриализация на основните провинции Кампания и Сицилия е същият ниво като провинциите на индустриалния триъгълник (Торино-Милано-Генуа). Същото проучване подчертава как през втората половина на 19 век италианската индустрия е предимно занаятчийска по природа и е концентрирана близо до големи градски райони. В допълнение към проучването на Банката на Италия е и докладът на икономистите Виторио Даниеле (Университета на Катандзаро) и Паоло Маланима (ISSM Institute - CNR), които, реконструирайки дохода на глава от населението в италианските региони въз основа на данни от 1891 г. следващите години, заключават, че през 1860 г. няма реална разлика по отношение на средния индивидуален доход между Севера и Юга – разлика, която вместо това започва да се появява през последното десетилетие на 19 век. В заключение авторите заявяват, че сегашното несъответствие в доходите между Северна и Южна Италия не може да се обясни с прибягване до причините преди обединението, тъй като разликата се проявява от последните двадесет години на 19 век под формата на на по-нисък растеж на Южна Италия. Въпреки това авторите на изследването искат да посочат, че „провинциите са по-малко хомогенни от регионите и индексите трябва да се оценяват с по-голяма предпазливост“, тъй като например „индексите за Неапол и особено Ливорно имаха тенденция да надвишават средната просто защото провинциите бяха малки, с малко земеделска земя и следователно относително малко фермери.“

### Търговски флот и международна търговия
Кралството има значителен търговски флот. Както търговията, така и промишлеността, съсредоточени главно в крайбрежните градове, използват морския транспорт, осигурен от многобройните корабни компании и от самата държава, която освен че плава по Средиземно море, извършва и океански маршрути (особено за достигане до страни от Северна Европа). Например компанията „Сикула Трансатлантика“ от корабособствениците „Де Паче“ от Палермо е оборудвана с построения в Шотландия параход „Сицилия“, който свързва Палермо с Ню Йорк за 26 дни, превръщайки се в първия италиански параход, достигнал Америка.
През 1734 г., годината, в която Карлос III де Бурбон поема титлата на крал на Двете Сицилии след периода на вицекралете, неаполитанските и сицилианските търговски флотилии са в ужасно състояние. Малките пристанища са затворени за трафик и износът е сведен до минимум. За да се справи с тази ситуация, кралят издава серия от правила и разпоредби, целящи най-накрая да направят търговското корабоплаване в неговата държава ефективно. Създадени са съвременни разпоредби за моряците и собствениците, а корабостроенето и професионалното образование са увеличени в районите с най-дълголетна морска традиция (като полуостров Соренто и архипелага Кампания). Новият курс на неаполитанския и сицилианския търговски флот също се определя от укрепването на флота, а също така и от премахването на митническите привилегии за английските, френските, испанските и нидерландските кораби, което създава проблеми за националната хазна. В средата на 18 век корабите на Двете Сицилии възобновяват търговията с основните пристанища на Средиземно море, със случайни пътувания отвъд Херкулесовите стълбове.

С идването на Фердинанд IV на трона на Неапол правилата, въведени при управлението на Карлос III де Бурбон, са консолидирани, структурите, обслужващи търговския флот, са укрепени, и се подписват нови търговски договори със страните от Северна Африка, държавите от Ханзата от Балтийско море и с Руската империя, позволявайки на кораби от Двете Сицилии да преминават през Дарданелите и Босфора, за да достигат до пристанищата на Черно море. Освен това през тези години търговските отношения са консолидирани с всички средиземноморски държави, с Обединеното кралство, Португалия, Нидерландия, Дания и Швеция.
Втората половина на 18 век бележи възстановяването на морското съзнание за Кралството на двете Сицилии, белязано от възхода на всички онези дейности, които определят началото на еволюцията, настъпила след Виенския конгрес, в който процесът на трансформация на неаполитанското общество дава буржоазен тласък на икономиката. По време на френското десетилетие (1806-1815) икономическите и социални структури на кралството укрепват, буржоазията се консолидира – наследник на вече премахнатото феодално баронство, и преди всичко се формира ново политическо съзнание. След завръщането на Фердинанд I на трона разпоредбите от Наполеоновата епоха са запазени, награди са дадени на корабите, които изнасят в най-далечните морета, раждат се първите застрахователни компании и националното корабостроене се увеличава. През 1810 г. знамето на Двете Сицилии, първото в историята на Италианска държава, започва да се вее редовно и в американските пристанища на Севера и Юга (откриването на първото посолство на Съединените щати в Италия е в Неапол на 16 декември 1796 г.), в Антилите и Индиите. През 1817 г. принцът на Отаяно Луиджи де Медичи да Отаяно – министър на финансите решава, че кралството трябва да се оборудва с параходи за търговско корабоплаване. Така първият параход в Средиземно море е поръчан от корабостроителницата на Станислао Филоза близо до крепостта Вилиена източно от Неапол: „Фердинанд I“, от 213 тона, пуснат на вода на 24 юни 1818 г. и поверен на корабния енсин Джузепе Либета. Първото пътуване е между Неапол и Марсилия, минавайки през Генуа, Ливорно и Чивитавекия: това е първото пътуване на параход в открито море в Европа.

С управлението на Франциск I има по-нататъшна консолидация на търговския флот на Двете Сицилии: предимствата за тези, които изнасят за Америка, се увеличават, строителството на парни кораби се увеличава (организират се и пощенска служба и връзки между параходи – първата по рода си в Италия) и са подписани нови търговски споразумения. По-специално се сключва споразумение с Високата порта, което позволява свободното преминаване на кораби под флага на Бурбоните през Босфора.
След смъртта на Франциск I синът му Фердинанд II се възкачва на трона на Двете Сицилии като суверенът, който дава най-голям тласък на укрепването на търговския флот в кралството. По време на неговото управление са отбелязани много първенства: първият круизен параход в Средиземно море („Франческо I“, 1832 г.), първият железен параход с витлово задвижване („Джилио дела Онде“', 1847 г.), първият трансатлантически параход между Неапол и Ню Йорк („Сицилия“, от братя „Де Паче“ от Палермо, през 1854 г.), първата модерна система от фарове в Италия (от 1841 г.). Освен това почти всички пристанища на Двете Сицилии са разширени и модернизирани, включително това на Неапол (където през 1852 г. е построен вторият италиански сух док след този в Генуа), построени са нови пристанища (като това на Низида и Бари) и са създадени нови морски школи и болници. Износът също отбелязва значително увеличение. Трафикът през Атлантическия океан, Черно море, Балтийско море, Латинска Америка, Скандинавия и Северна Африка се увеличава, а износът за Обединеното кралство се консолидира. Капитан Винченцо ди Бартоло, командващ „Елиза“ (249 тона), е първият италианец, достигнал Югоизточна Азия с кораб от държава преди Обединението: след като напуска Антилските острови и преминава през нос Добра надежда, той прекосява целия Индийския океан, за да достигне остров Суматра. Начинанието му отваря пътя за търговия за Източна Индия, знамето с лилиите на Бурбоните започва да се вее в Зондските морета, често място на конфликт с местните пирати, записвайки стабилно присъствие в пристанищата на Сингапур и Семаранг. През тези години се наблюдава непрекъснато и постоянно нарастване на износа и вноса и съответно постоянен растеж на икономиката на кралството. През 1846 г. много протекционистки мита са премахнати или намалени: с декрета от 9 март е намалено митото върху тъканите, коприната и металните изделия, и химическите продукти и лекарствата; с този от 21 ноември е намалено митото за износ на зехтин. Впоследствие с указ от 26 март 1847 г. се премахва вносното мито върху дъбовата кора, необходима за кожарските предприятия. През 1847 г. корабите на Двете Сицилии са най-многобройни в пристанищата на Северна Америка сред тези на италианските държави преди Обединението на Италия (1861), вносът и износът нарастват още повече и тонажът на търговския флот надхвърля, отново през тази година, 200 хил. тона.
Бунтовете от 1848 г. отбелязват неуспех за търговията на кралството, но след няколко години флотът на Двете Сицилии възобновява своя растеж. През 1852 г. неаполитанските кораби също започват да търгуват с Колката и събитията от последвалата Кримска война са използвани от кралските корабни компании, които значително увеличават капитала си, като предоставят флотите си за военен транспорт. През 50-те години размерът на търговския флот на Двете Сицилии достига своя връх и първите 1000-тонни кораби са построени в корабостроителниците на полуостров Соренто, което постига още един рекорд за италианска държава преди Обединението: те достигат до Мадагаскар и по-малките острови в Индийския океан. Освен това има поредица от търговски договори: през 1845 г. с Русия, през 1846 г. с Кралство Сардиния, САЩ и Дания, през 1847 г. с Прусия, през 1848 г. с Белгия и Нидерландия, през 1851 г. с Османската империя, през 1852 г. с Велико херцогство Тоскана, през 1854 г. с Австрия и Папската държава и през 1856 г. с Испания и Швеция. С указ от 18 декември 1854 г. се постановява също, че разпоредбите на договорите се прилагат както за прекия, така и за косвения произход. Първенството във вносно-износните отношения на Двете Сицилии принадлежи на Франция и Англия: в проучванията, извършени върху общата търговска статистика на двете Сицилии, съхранявана в Държавния архив на Неапол, се установява за 1857 г., че 40,6% от експортно-вносните сделки са с френски дървен материал и 32,1% с английски. Външната търговия на Двете Сицилии се основава главно на селскостопанските продукти: маслото, коприната, пшеницата, женското биле, брошът, конопът и вълната представляват 75% от запасите. Между 1859 и 1860 г., след смъртта на Фердинанд II, други либерални предложения са направени от Франциск II, които се състоят в драстично намаляване на вносните мита. Тези мерки обаче никога не са прилагани ефективно, тъй като с анексирането на Кралство на двете Сицилии към Кралство Италия, разпоредбите на Кралство Сардиния също са въведени в бившата държава на Бурбоните. През 1859 г. търговският флот на Двете Сицилии има общо почти 12 000 плавателни съдове и кораби за общо приблизително 320 000 тона.

## Култура
Кралството на двете Сицилии наследява вековните традиции на кралствата Неапол и Сицилия и тяхното културно наследство. Културният и артистичен живот в големите градове на кралството е оживен, има множество театри и културни институции (по-специално театрите имат водеща роля в социалния живот). Кралският театър „Сан Карло“ се намира в Неапол и е един от най-големите и най-старите в Европа. В него участват Винченцо Белини, Саверио Меркаданте, Гаетано Доницети, Джоакино Росини, Джузепе Верди и най-известните гласове на времето. Водеща фигура в тази среда е Винченцо Торели – журналист и театрален мениджър, собственик на списание „Омнибус“, известен по това време с ролята си в управлението на неаполитанските театри и с връзките, които установява с множество актьори, композитори и музиканти.
Красотите на Неаполитанския залив (една от основните дестинации на Голямата обиколка) са вдъхновение през онези години за неаполитански художници като Джачинто Джиганте и чужденци като Антон Сминк ван Питло, които са сред основателите на Школата в Позилипо. Академията за изящни изкуства в Неапол играе важна роля в художественото образование.
Богатството от археологически находки дава началото на един от най-важните археологически музеи в света – Националния археологически музей в Неапол, наричан тогава „Кралски музей на Бурбоните“. 
В кралството са обучени изтъкнати интелектуалци, като хуманистите Карло Троя и Франческо де Санктис, и учени като Станислао Каницаро и Фердинандо Палашано, много от които дават основен принос за събитията от 1848 г.

## Транспорт и далекосъобщения
В края на 18 век кралството трябва да се справи с недостига на сухопътни комуникационни пътища, особено в по-континенталните райони. Тази ситуация затруднява сухопътния транспорт и следователно търговския обмен в рамките на Държавата на двете Сицилии. Фердинанд II проявява особен интерес към изграждането на нови обществени съоръжения, подобно на това, което прави навремето неговият предшественик Карлос III де Бурбон. Позицията на кралството в Средиземно море също благоприятства създаването на значителна търговска флота, но тази флота е предназначена главно за каботаж, разчитайки на по-голям брой кораби от тези на всички останали държави преди обединението на Италия, докато тонажът спира до приблизително 29% от общия брой. Много от техниците, допринесли за инфраструктурното развитие на територията на Двете Сицилии, са обучени в Школата за прилагане на мостове и пътища, основано в Неапол по нареждане на Жоашен Мюра през 1811 г.

### ЖП линии
В началото на 19 век много железопътни техници се интересуват от неаполитанската ситуация и сред тях се откроява френският инженер Арман Баяр дьо ла Вентри, който „насочи погледа си върху процъфтяващия и многолюден град Неапол, замисляйки идеята за създаване на железопътен път, който от този град“ да се насочи „към трите провинции Пулия, трите на Калабриия и  тези на Базиликата и др.". На 19 юни 1836 г. Фердинанд II официално отговаря на молбите на Баяр, като му дава концесии за изграждането на първа железопътна линия между Неапол, Кастеламаре и Ночера, с правото да я разшири към Салерно, Авелино и други места. За да компенсира Баяр за строителните разходи, правителството на Бурбоните му предоставя правото да събира сумите, произтичащи от използването на железницата в продължение на 80 години, в края на които Държавата ще поеме управлението. 
На 27 март 1838 г. Баяр представя проекта за изграждане на участъка „Неапол-Портичи“, който веднага е одобрен и пуснат в строителство. На 3 октомври 1839 г. е тържественото откриване на новия железопътен път в присъствието на краля и самия инженер Баяр, който заедно с двора и заобиколен от ликуваща тълпа участва в тържественото пътуване, като разказва ентусиазирани впечатления от новото превозно средство. Така се ражда първата италианска железопътна линия, по която само за месец пътуват около 60 000 души.
Големият брой пътници налага незабавното разширяване на железниците до съседните общини, които заедно образуват водосборна зона от почти 1 млн. жители. На 6 ноември 1840 г. е постановено откриването на Кралската фабрика „Пиетрарса“, чиято първоначална задача е да произвежда релси, локомотиви и всичко необходимо за изграждането на новите железници от името на Държавата. На 1 май 1841 г. железопътната линия „Баяр“ достига до Торе дел Греко, а на 1 август 1842 г. е открита железопътната част до Торе Анунциата и Кастеламаре ди Стабия. На 18 май 1844 г. е открит участъкът от Торе Анунциата до Помпей, Скафати, Ангри, Пагани и Ночера. На този етап се смята за подходящо да се стигне и до Салерно. През 1845 г. инж. Баяр представя на Фердинанд II проекта за удължаване на неговата железопътна линия от Ночера до столицата на областта Принчипато Читериоре. Този проект е смел, тъй като включва преодоляване на стръмни склонове и премахване на препятствия в планинска среда (включително изграждане на тунели). Той получава концесията от краля, но строителните обекти остават в застой поради спор с друга френска компания, която е решен едва през 1853 г. По време на обединението на Италия (1861) линията на Баяр е достигнала Виетри сул Маре, преодолявайки естествени препятствия, и се е подготвя да достигне близкия Салерно и след това да продължи до Еболи по равен участък.
Междувременно са предприети стъпки за изграждането, този път изцяло на държавни разноски, на първата железопътна линия на север. На 11 юни 1843 г. линията Неапол–Канчело–Казерта е открита за обществеността. На 25 май 1844 г. линията е удължена до Капуа, пресичайки голяма част от плодородната равнина на Кампания и обслужвайки почти всички нейни големи градове. Неапол, с експлоатацията на двете железници (тази на инженера Баяр и Кралската), придобива ново лице: трафикът става по-интензивен и движението на хора се увеличава. На 3 юни 1846 г. е открито разклонението Канчело-Нола на линията „Regia“ (кралската) Неапол-Казерта, която през 1856 г. е удължена до Сарно.
В началото на 50-те години на 18 век започват да възникват проекти за пресичане на Апенините, тъй като е счетено за необходимо да се свърже столицата Неапол с регионите на Адриатическо и Йонийско море. През 1855 г. Фердинанд II предоставя на барон Панфило де Рисейс концесиите за изграждането на железопътната линия между Неапол и границата на река Тронто до папската граница, която трябва да бъде завършена след 10 години. Тази линия трябва да минава през Аверса, Пиедимонте д'Алифе, Изерния, Кастел ди Сангро, Ланчано, Ортона, Пескара, до Тронто (с разклонения към Чепрано и Пополи Терме). По време на обединението на Италия участъкът до Чепрано (на папската граница към Рим ) е почти напълно завършен.
През същата година (1855) пулийският инженер Емануеле Мелисурго получава концесии от краля за изграждането на ЖП линията на Пулиите между Неапол и Бриндизи на двоен коловоз, чиято работа трябва да започне на 11 март 1856 г. Поради някои бюрократични затруднения, породени от британска компания, строителните обекти остават затворени за една година, поради тази причина през 1857 г. Фердинанд II решава да построи железопътната линия на Пулиите директно от името на Държавата, като веднага започва работа между Сарно и Авелино и между Фоджа и Барлета (работата трябва да бъде завършена в рамките на 5 години). Изграждането на тази забележителна инфраструктура започва със завършването на участъка Сарно-Меркато Сан Северино, през тунела „Орко“ (открит през 1858 г.). От Сан Северино железницата трябва да тръгне към Монторо и Авелино. От Авелино е трябвало да премине през долината на река Сабато между Таурази и Гротаминарда и след това да навлезе в долината Уфита до Ариано, продължавайки до Орсара, Троя и Фоджа. От Фоджа планираната линия напредва в южна посока към Чериньола, Каноза и Барлета, след това към Трани, Бишелие, Молфета, Джовинацо, Битонто, Модуньо и Бари. От Бари след това трябва да се разшири до Конверсано, Монополи, Остуни и накрая Бриндизи. Тази линия би трябвало да бъде изцяло изградена с материали и средства от национален произход (главно от фабриките „Петрарса“ и „Дзино и Хенри“).
През последните години от живота на кралството други проекти привличат вниманието на правителството на Бурбоните, които включват изграждането на железопътни линии от Абруцо до Калабрия, от Базиликата до Саленто и железопътната мрежа в Сицилия, която напълно липсва. Въпреки че намерението на Франциск II е да ускори изграждането на националната железопътна мрежа, всички тези проекти остават само на хартия, тъй като посрещат края на кралството през 1860 г., след загубата на независимостта. 
Въпреки това след обединението на Италия (1861) на инфраструктурно ниво железопътната мрежа в Южна Италия продължава да бъде много скромно развитаː напр. железопътната линия Неапол-Портичи е дълга само 7,25 км в сравнение тази на Милано-Монца от 13 км. Така, започвайки от 1862 г., проектите на Бурбоните са частично подети и завършени от индустриалеца мацинианец Пиетро Бастоги. По време на обединението на Италия на територията на Кралство на двете Сицилии железопътните линии присъстват само в областта Тера ди Лаворо, тъй като през 1860 г. са използвани само 128 км, вече завършени през предходните години между Капуа и Салерно (чието строителство е извършено по критерии в съответствие с европейските стандарти на времето и за чиято експлоатация са използвани превозни средства, произведени първо в чужбина, а след това в работилниците на Кралството). Всички други проекти, одобрени след 1855 г., все още са в начална фаза на изпълнение: към момента на обединението на Италия са завършени приблизително 110 км нови железопътни линии по линиите на Абруцо и на Пулия, които обаче все още не са отворени за железопътен трафик. Освен това трябва да се подчертае, че изграждането на тези конструкции е трудно по това време предвид факта, че железопътните линии на Кампания (за разлика от тези, построени по същото време в района на Паданската низина) задължително трябва да се простират на големи разстояния в планински и геологично нестабилни територии, преди да стигнат до даден град на адриатическото и йонийското крайбрежие. Едва през 1863 г. са положени първите километри коловози в Сицилия, с Палермо-Багерия.

### Пътища
По времето на установяването на династията на Бурбоните младият крал Карлос III предприема политика, насочена към пълното обновяване на обществените съоръжения, пренебрегнати по време на вицекралския период. Сред тях е отдадено значение на отварянето на нови пътища, от които континенталните части на кралството имат голяма нужда. От 1734 г. са построени нови пътища, които, частично следвайки маршрута на древните консулски пътища, свързват Кампания с папската граница, Пулия, Базиликата, Абруцо и Молизе. От голямо икономическо значение е по-специално Кралският път на Пулиите (Regia Strada delle Puglie, днес разделен на SS 7 bis на Тера ди Лаворо, SS 90 на Пулиите, SS 16 Адриатика, SS 100 на Джоя дел Коле и SS 7 ter Салентина), който свързва Кампания с крайбрежието на Пулия.
По време на наполеоновата окупация е даден нов тласък на изграждането на пътищата, преструктурирането на старите пътища и павирането на военните пътища, които вече не са употребяеми. Сред тези нови работи е проектиран и пътят на Калабриите (днешен SS 19 на Калабрия), който е завършен едва след завръщането на династията на Бурбоните на трона на Неапол. Тази работа, сред най-важните в кралството, обхваща стотици километри пресечен, нестабилен и планински терен и изграждането му изисква значителни икономически усилия, както по отношение на дизайна, така и по отношение на строителството.
През 19 век Фердинанд I и Франциск I, с помощта на Дирекцията на мостовете и пътищата, предприемат изграждането на нови връзки за всички столици на провинциите на кралството, изграждайки разклонения, които от главните пътища се насочват към главните градове, за да ги свърже със столицата, моретата и сухопътните граници.
По време на управлението на Фердинанд II са построени множество нови пътища (днешните SS 18 Тирена Инфериоре, SS 163 Амалфитана, SS 145 Сорентина, SS 84 Френтана, SS17 на Апенините на Абруцо и на Апулo-Санитико, SS 87 Санитика, SS86 Истония, Фердинандеа Салентинa Галиполи-Отранто и др.), както и множество мостове, включително двата известни железни висящи моста: над Гариляно („Реал Фердинандо“ в Минтурно) и над Калоре („Мария Кристина“ в Солопака), първите по рода си в Италия. Модернизирани са, също с изграждането на множество нови участъци, 5-те големи „кралски“ пътя, които свързват столицата с Абруцо, Пулия, Базиликата, Калабрия и Папската държава. Тези пътища също са оборудвани с ежедневна пощенска услуга, която, благодарение на липсата на спирки по време на курсовете и честата смяна на конете на пощенските станции, позволява да се стигне до предварително установената дестинация за кратко време. За да се разбере ангажиментът на правителството на Фердинанд II в изграждането на нови пътища, трябва да се има в предвид, че в кралството през 1828 г. има общо около 2800 km пътища, докато през 1855 г. общото им разширение достига около 8500 км. През същия период (1851 г.) Карло Филанджери, наместник на краля в Сицилия след революцията от 1848/49 г., организира изграждането на нова сицилианска пътна мрежа с модерна концепция (частично изпълнена през първото десетилетие от управлението на Фердинанд II), с обща дължина от 625 мили и с 8 висящи моста, който трябва да свърже всички главни сицилиански градове. Въпреки това, въпреки че Филанджери разполага с всички ресурси и средства, необходими за изграждането на новата пътна мрежа, изграждането ѝ все се отлага поради недоверието към този проект на Касизи, министър на Сицилия в Неапол. Следователно органичната реформа на сицилианската пътна система е силно забавена от правителството на Фердинанд II, но Филанджери, през последните години от своя мандат в Сицилия, все още има някои важни пътища, построени по негова собствена инициатива (като този от Палермо до Месина). Тази инфраструктурна политика е продължена от неговия наследник в Сицилия, принц Руфо Паоло Руфо ди Банярия, княз на Кастелчикала.
По времето на Обединението на Италия (1861) има ефективна и органична система от кралски и провинциални пътища (съответно на дълги и средни разстояния), които свързват столиците с икономически най-важните центрове и стратегически области на кралството. По отношение на общинските пътища обаче ситуацията изглежда много по-малко хомогенна. Историците, които се занимават с темата, подчертават колко от селските общини и села в кралството, особено тези, разположени в планинските райони на вътрешността, все още са без пътни връзки с националната пътна система през 1860 г. (докладът на Мазари от 1863 г. говори за 1321 общини от 1848-те в континентална Южна Италия, повечето от които са разположени в Базиликата, Абруцо и Калабрия). Това обаче е следствие от критериите и стратегиите, приети от Дирекцията за мостове и пътища при изграждането на пътната мрежа на Двете Сицилии. Целите на неаполитанските инженери всъщност са две: първо да намалят разстоянията възможно най-много и, следователно, времето за пътуване (и разходите) за трафик на дълги разстояния (главно между бреговете на Адриатическо море и Тиренско море), благоприятствайки изграждане на пътища в прави линии и избягване на отклонения или безполезни разширения (когато не се налагат от хидрографската структура на пресичаните територии). Другата цел е да се избегнат прекомерни наклони, като се има предвид, че дори минимални вариации в наклона биха направили транзита изключително труден за превозните средства, задвижвани от животни, използвани по това време. Това означава, че строителството на пътища се извършва почти изключително в равнинни райони или, за планинските райони, в дъната на долините и по хребетите (избягвайки пресичането на многобройните населени центрове, разположени по върховете на хълмовете). Следователно общините, разположени в планинските райони, трябва да осигурят за своя сметка изграждането на общински пътни връзки, които свързват населените им центрове с пътната ос, намираща се в дъното на долината. Това решение често предизвиква протести от страна на общините срещу Мостовата и пътна администрация – институция, която обаче никога не поставя интересите на отделните населени места пред общата ефективност на строителството. Като цяло недостигът на пътна инфраструктура се усеща силно в Юга преди обединението, който може да разчита на пътна мрежа от едва 14 000 km, докато Ломбардия, четири пъти по-малка, вече има пътна мрежа от 28 000 km.

### Пощи и телеграфи
Противно на това, което се случва с изграждането на нови железопътни линии извън Кампания, изграждането на нови телеграфни линии е силно подкрепено от Фердинанд II в цялото кралство. В кралството използването на оптичен телеграф тип „Шап“ е засвидетелствано от 1802 г., но първата неаполитанска електрическа телеграфна линия е построена и пусната в експлоатация едва през 1853 г. между Неапол и Терачина. Този първи електрически телеграф в кралството свързва с Терачина, Ариано и Салерно. През следващите години електрическите телеграфи, налични във всички неаполитански станции, са свързани с другите телеграфни линии, които се простират от Северна Италия до Сицилия.
През първите месеци на 1858 г. суверенът изготвя нов регламент за инсталирането и обслужването на електромагнитни телеграфи, възприемайки по-модерните системи на Хенли и Морз. Освен това броят на телеграфните станции, отворени за частни лица, е значително увеличен, тъй като повечето от станциите дотогава са използвани само за институционални и чуждестранни комуникации. Територията на кралството е разделена на седем телеграфни отдела, разделящи действащите там служби на три класа. Минималният данък се прилага за телеграми от 25 думи, цената се увеличава след още 25 думи, след това на всеки 50 думи, без да се изчисляват адресите. След това тази система е частично поета от телеграфната служба на Кралство Италия. На 25 януари 1858 г. е открита подводната електрическа телеграфна линия между Реджо Калабрия и Месина, а на 27 е предоставена на частни лица. През 1859 г. подводни кабели са разположени и между Модика и Малта и между Отранто и Вльора, във връзка с телеграфните линии на Централна и Източна Европа. Следват многобройни откривания на нови станции и телеграфни линии до края на кралството, при което Двете Сицилии са оборудвани с 86 станции и 2874 км линии.
Пощенските марки са създадени с Кралски указ от 9 юли 1857 г. Указът изисква вестниците, печатните издания и кореспонденцията като цяло да бъдат с марки, с право получателят да плати пощенските разходи и марките. Създадени са седем серии марки: от половин грана, една, две, пет, десет, двадесет и петдесет грани. Листовете са подложени на печати от една или две грани, в зависимост от местоназначението на писмото. Марките са анулирани с черен печат, носещ думата „анулирано“. Първото издание на марки за Неаполитанската пощенска служба е на 1 януари 1858 г. Новите марки са с различни цветове и обикновено съдържат гравюри с водни знаци, изобразяващи бюста на Фердинанд II или символите на кралството (3 лилии, необуздан кон и Тринакрия). С указ от 28 февруари 1858 г. обръщението на марките е разширено и до Сицилианските пощи.
Традиционно пощенските пратки по суша се извършват четири пъти седмично от Неапол до континенталните региони (и обратно) и шест пъти до чужбина (папската граница). Главният пощенски офис на Кралството на двете Сицилии се намира в Дворец „Гравина“ в Неапол. С декрета от 1857 г. са установени и „бързи“ пощенски пратки между Неапол и Лече, Неапол и Терамо и Неапол и Кампобасо (и обратно). С наредба от 19 януари 1858 г. са установени нови разписания за 6-те основни линии: пътуването до Пулия трябва да бъде завършено за 50 часа за отиване и връщане, това за Калабрия за 80 часа, това за Абруцо за 28 часа, това за Молизе на 13, това за Сора за 15 и това за Терачина (пантификалната граница) на 14 часа. Обикновено тези пътувания в рамките на кралството се правят  по големите кралски пътища или в някои случаи по по-малки провинциални пътища, като се предвиждат много специфични спирки за смяна на конете и спирки за почивка на пътниците. Най-използваният метод за пътуване в рамките на Двете Сицилии е този на пощенските пътувания, които следователно включват и превоз на пътници.
Широко се използва морският транспорт: използва се добра пощенска услуга на параходи, за да се стигне до островите и в чужбина.

## Обяснителни бележки
1. ↑  Благодарение на Бурбонското завоюване на Двете Сицилии, завършено от испанския крал Карлос III.
2. 1 2 3  Кредитната бележка (на итал. fede di credito) е депозит, който се прави в банка и чрез т.нар. джиро се прехвърля на друго лице. Потвърждението може също да съдържа конкретни клаузи, които позволяват спиране на плащането в случай, че бенефициентът не спазва определени предварително определени условия. По същество, ако клиентът отиде в банка с намерението да депозира определена сума пари за издаване на кредитния фиш, касиерът вкарва депозираната сума в три счетоводни книги, като една от тези книги носи на т. нар. „федист“ който се е погрижил за съставянето на кредитния фиш и последващото подпечатване (трите книги, в които е отбелязан депозитът в брой, са първа бележка, общ доход и частен доход). Източникː Napoli e la fede di credito: la culla del sistema bancario moderno (finanzasulweb.it)
3. ↑  Житните планини (на итал. monti frumentari) са създадени в края на 15 век с цел да раздават на бедните фермери, със задължението да връщат, пшеницата и ечемика, които са им необходими за посев. Имат значително разпространение през 16 и 17 век. Те са насочени по-специално към онези, които живеят в условия на чисто препитание, когато поради нужда са принудени да ядат дори това, което трябва да бъде запазено за посев, или са принудени да се обърнат към лихвари.
4. ↑  Подривните закони за феодализма (на итал. Leggi eversive della feudalità) са законодателни мерки, приложени между 1806 и 1808 г., с които Жозеф Бонапарт, крал на Неапол и брат на Наполеон, премахва феодализма в Кралство Неапол по време на т.нар. наречено Френско десетилетие (1806-1815). Автор на законите е министърът на правосъдието по онова време, маркиз Микеланджело Чанчули.